# Exército da República da Bósnia e Herzegovina
O Exército da República da Bósnia e Herzegovina (ARBiH; Armija Republike Bosne I Hercegovine) era uma força militar da República da Bósnia e Herzegovina estabelecida pelo Governo da Bósnia e Herzegovina, em 1992, em sequência da eclosão da Guerra da Bósnia. Após o fim da guerra, bem como a assinatura do Acordo de Paz de Dayton, em 1995, foi transformada na Exército da Federação da Bósnia e Herzegovina (Vojska Federacije Bosne i Hercegovine).